# Brangbiji Airport
Brangbiji Airport (engelska: Sultan Kaharuddin III Airport, indonesiska: Bandar Udara Brangbiji) är en flygplats i Indonesien.   Den ligger i distriktet Sumbawa District, kabupatenet Kabupaten Sumbawa och provinsen Nusa Tenggara Barat, i den sydvästra delen av landet, 1 200 km öster om huvudstaden Jakarta. Brangbiji Airport ligger 3 meter över havet.
Terrängen runt Brangbiji Airport är platt åt nordost, men åt sydväst är den kuperad. Havet är nära Brangbiji Airport åt nordväst.Runt Brangbiji Airport är det ganska tätbefolkat, med 86 invånare per kvadratkilometer. Närmaste större samhälle är Sumbawa Besar, 1,1 km sydost om Brangbiji Airport. Omgivningarna runt Brangbiji Airport är en mosaik av jordbruksmark och naturlig växtlighet.